# Yoan Merlo
Yoan „ToD“ Merlo (* 20. März 1985) ist ein französischer E-Sportler.
Er gehörte während seiner aktiven Laufbahn zu den besten Warcraft-III-Spielern der Welt.  Zusammen mit Manuel „Grubby“ Schenkhuizen bildete er den Kern der legendären 4Kings-Mannschaft und gewann die ESL WC3L Series mehrfach. Nach dem Zerfall des Teams wechselte er zu dem deutschen Clan mousesports, es folgten kurzzeitige Engagements bei Gravitas Gaming und Wicked Gaming.
Im April 2009 beendete der Franzose seine Karriere in Warcraft III, ist aber im November 2010 zu Starcraft 2 gewechselt. Von 9. Januar bis 1. Mai 2011 spielte er für das Team Millenium. Am 9. Juli 2011 kehrte er jedoch auf Grund diverser Erfolge wieder in das Team Millenium zurück, verließ es aber wieder am 8. September und war vom 10. September 2011 bei Fnatic unter Vertrag. Zwischen April 2013 und Juni 2015 gehörte ToD zum Team von XMG. Er hat sich seitdem als Pro-Gamer zurückgezogen und tritt als professioneller SC2-Caster in Erscheinung.

## Clans
- armaTeam (März 2004 – September 2004)
- 4Kings (September 2004 – November 2007)
- mousesports (Dezember 2007 – Juli 2008)
- Gravitas Gaming (August 2008 – Januar 2009)
- Wicked Gaming (Februar 2009 – April 2009)
- Millenium (Januar 2011 – Mai 2011 und Juli 2011 – September 2011)
- Fnatic (seit September 2011)
- XMG (seit April 2013)

## Erfolge
| Jahr         | Turnier                                         | Platz        | Preisgeld    |
| WarCraft III | WarCraft III                                    | WarCraft III | WarCraft III |
| ------------ | ----------------------------------------------- | ------------ | ------------ |
| Nov. 2004    | World Cyber Games 2004                          | 3. Platz     | 05.000 $     |
| März 2005    | WCG Euro Championship 2005                      | 2. Platz     | 03.000 €     |
| Okt. 2005    | CPL Summer 2005                                 | 1. Platz     | 06.000 $     |
| März 2006    | Intel Extreme Masters I                         | 1. Platz     | 15.000 €     |
| Mai 2006     | World e-Sports Games Masters                    | 1. Platz     | 30.000 $     |
| Sep. 2006    | KODE5 Global Finals                             | 2. Platz     | 04.000 $     |
| Okt. 2006    | World Cyber Games 2006                          | 2. Platz     | 10.000 $     |
| März 2007    | Intel Extreme Masters II                        | 2. Platz     | 10.000 $     |
| Mai 2007     | Blizzard Worldwide Invitational 2007            | 1. Platz     | 10.000 $     |
| Okt. 2007    | International Electronic Sports Tournament 2007 | 2. Platz     | 80.000 ¥     |
| StarCraft II |                                                 |              |              |
| Juli 2011    | EPS France Season X                             | 1. Platz     | 02.500 €     |
| Okt. 2011    | WCG Euro Championship 2011                      | 1. Platz     | 03.000 $     |